# Kadubale
Kadubale is een bestuurslaag in het regentschap Pandeglang van de provincie Banten, Indonesië. Kadubale telt 3073 inwoners (volkstelling 2010).